# Brent Hughes (hockeista su ghiaccio 1943)
Brent Alexander Hughes (Bowmanville, 17 giugno 1943) è un ex hockeista su ghiaccio canadese che nel corso della carriera ha giocato in National Hockey League e nella World Hockey Association.

## Carriera
Hughes giocò a livello giovanile per tre stagioni nella Ontario Hockey Association, le ultime due delle quali con formazioni giovanili legate ai Chicago Blackhawks. Esordì fra i professionisti nella stagione 1963-1964 nella Eastern Hockey League, mentre nelle stagioni successive restò nelle leghe minori nordamericane come la Central Hockey League e l'American Hockey League con i farm team dei Boston Bruins e dei Detroit Red Wings.
Nell'estate del 1967 in occasione dell'NHL Expansion Draft Hughes fu selezionato dai Los Angeles Kings, formazione con cui fece il proprio esordio in National Hockey League. Rimase a Los Angeles per tre stagioni, oltre ad alcuni prestiti in AHL con gli Springfield Kings. Nel 1970 si trasferì ai Philadelphia Flyers dividendosi ancora fra la NHL e i farm team in AHL. Dopo una manciata di presenze con i St. Louis Blues Hughes giocò la stagione 1973-1974 con i Detroit Red Wings.
Nel 1974 fu selezionato nuovamente durante un Expansion Draft dai Kansas City Scouts, franchigia per cui giocò solo un anno prima di lasciare la NHL per la World Hockey Association. Rimase nella WHA per quattro stagioni vestendo le maglie dei San Diego Mariners e dei Birmingham Bulls. Si ritirò dall'attività agonistica nel 1980.